# AOL
AOL (afkorting die voorheen stond voor America Online) is een online dienstverlener in de Verenigde Staten. AOL is onder meer bekend van zijn instant messenger-programma AOL Instant Messenger (AIM).

## Geschiedenis
AOL begon onder de naam Control Video. Dit bedrijf bood een online dienst genaamd Gameline aan voor de Atari 2600 spelcomputer. In 1983 ging het bedrijf bijna failliet. In hetzelfde jaar werd videospelspecialist Steve Case algemeen directeur. Hij veranderde de bedrijfsstrategie en lanceerde in 1985 een soort mega-BBS voor de Commodore 64 en 128 genaamd Quantum Link. De naam van het bedrijf werd veranderd in Quantum Computer Services.
In oktober 1989 werd een nieuwe dienst, genaamd AOL, gelanceerd voor de Apple II en de Apple Macintosh. In februari 1991 volgde AOL voor MS-DOS. In oktober van hetzelfde jaar veranderde het bedrijf zijn naam in America Online. Deze veranderingen zorgden voor een enorme groei in betaalde BBS-diensten.
Begin jaren negentig was AOL een van de eerste dienstverleners die aan mensen van buiten de academische en militaire wereld toegang tot het internet aanboden. Vanaf eind jaren negentig begon AOL populaire softwareprojecten en bedrijven op te kopen en te ondersteunen. Deze aankopen zijn:
- CompuServe
- Winamp van Nullsoft, gekocht in 1999
- Netscape Communications Corporation. Het browseronderdeel hiervan werd later afgestoten en ondergebracht in de Mozilla Foundation.
- ImagiNation Network (I.N.N.) van AT&T in 1996
- ICQ van Mirabilis

In 2000 fuseerde AOL met Time Warner. AOL kreeg 55% van de aandelen van het nieuwe bedrijf AOL Time Warner. Op 3 april 2006 maakte America Online, Inc. bekend dat ze voortaan de America Online-merknaam niet meer gebruiken en verdergaan als AOL LLC. Na tien jaar werd in mei 2009 door Time Warner aangekondigd dat AOL zal worden afgesplitst, wat uiteindelijk in december 2009 gebeurde.
In 2015 werd AOL gekocht door het Amerikaanse telecommunicatiebedrijf Verizon voor US$ 4,4 miljard. De activiteiten werden een jaar later gebundeld met die van Yahoo! in Verizon Media.

## Bekende personen gelieerd aan AOL
- Steve Case (voormalig algemeen directeur)
- Justin Frankel (oprichter Nullsoft)
- Joanna Lumley (voice-over)